# James Price
James Price, född 31 oktober 1761 i London, död 25 februari 1805 i Köpenhamn, var en brittisk-dansk skådespelare. Han var gift med Hanne Tott till sin död, och far till Adolph Price och James Price den yngre.
James Price kom 1795 till Köpenhamn där han från 1801 tillsammans med italienaren Giuseppe Casorti gav pantomimföreställningar på Christiansborgs hovteater.